# Алегара (Модена)
Алегара (итал. Allegara) је насеље у Италији у округу Модена, региону Емилија-Ромања.
Према процени из 2011. у насељу је живело 37 становника. Насеље се налази на надморској висини од 283 м.